# Saga Þórðar hreðu
La Saga Þórðar hreðu es una de las sagas de los islandeses. La trama se desarrolla principalmente en Miðfjörður, Húnaþing, Skagafjörðr. Trata de la historia de Þórður hreða Kåreson, hijo de Horda-Kåre. Þórðr hreða era un gran guerrero que escapó de Noruega tras un homicidio, para asentarse en Islandia. La saga fue escrita hacia 1350 y es la más reciente en su género. Se conserva en dos versiones, una completa y otra fragmentaria. Aunque se considera que en su mayor parte es ficcional, su esencia es coherente con las sagas islandesas como saga de Egil Skallagrímson o la saga de Njál en contraposición con las sagas caballerescas. Þórður es un guerrero formidable que, cuando es necesario, se defiende de los ataques simultáneos de muchos enemigos. Þórður también es un maestro artesano que construye y decora salones en Flatatunga (Skagafjörður), y en otros lugares, como Hrafnagil en Eyjafjörður y Höfði en Höfðaströnd.